# Fléré-la-Rivière
Fléré-la-Rivière är en kommun i departementet Indre i regionen Centre-Val de Loire i de centrala delarna av Frankrike. Kommunen ligger i kantonen Châtillon-sur-Indre som tillhör arrondissementet Châteauroux. År 2022 hade Fléré-la-Rivière 549 invånare.

## Befolkningsutveckling
Antalet invånare i kommunen Fléré-la-Rivière
Referens:INSEE